# LCEVC
Low Complexity Enhancement Video Coding (LCEVC) é um padrão de codificação de vídeo ISO / IEC desenvolvido pelo Moving Picture Experts Group (MPEG) sob o nome de projeto MPEG-5 Parte 2 LCEVC.

## Conceito
O LCEVC especifica uma camada de aprimoramento que, quando combinada com um vídeo base codificado com um codec separado, produz um fluxo de vídeo aprimorado. A camada base pode ser decodificada por um decodificador de hardware, e a camada de aprimoramento é adequada para implementação de processamento de software com consumo de energia sustentável. A camada de aprimoramento fornece recursos aprimorados para codecs existentes, como extensão de capacidade de compressão e menor complexidade de codificação/decodificação, para aplicações de transmissão ou transmissão ao vivo.
O LCEVC utiliza um codec de vídeo base (por exemplo, AVC, HEVC, VP9, AV1, EVC ou VVC) e emprega um aprimoramento eficiente de baixa complexidade que adiciona até duas camadas de resíduos codificados, juntamente com métodos de amostragem ascendente sinalizados normativos, que corrigem artefatos produzidos pelo codec de vídeo base e adicionam detalhes e nitidez ao vídeo de saída final.
Ele fornece eficiência de compressão adicional para qualquer codec de vídeo existente ou futuro e reduz a complexidade de processamento de codificação e decodificação.
O LCEVC pode ser implementado com atualizações de software para codificadores e decodificadores e foi projetado para aproveitar a aceleração de hardware disponível para processamento gráfico.

## Disponibilidade
É possível para usuários licenciados do codec V-NOVA P+ codificar arquivos LCEVC.

## História
Em outubro de 2018, o MPEG emitiu um conjunto de requisitos para um novo padrão de codificação de vídeo e um Chamado de Propostas para Codificação de Vídeo de Aprimoramento de Baixa Complexidade.
Na IBC 2019, foi demonstrada uma implementação preliminar para codificação e decodificação do futuro MPEG-5 Parte 2 LCEVC.
Em outubro de 2020, na 132ª reunião do MPEG, o LCEVC concluiu o estágio de Rascunho Final.
Em abril de 2021, a MPEG Video validou o Teste de Verificação do padrão LCEVC (Low Complexity Enhancement Video Coding) (ISO/IEC 23094-2). Os resultados dos testes tendem a indicar um benefício geral também ao usar LCEVC para melhorar AVC, HEVC, EVC e VVC.
Em maio de 2021, os Termos de Licenciamento do V-NOVA LCEVC foram anunciados para Serviços de Vídeo de Entretenimento. É um kit de desenvolvimento de software e uma ampla gama de integrações de referência que adicionam codificação e decodificação MPEG-5 Parte 2 LCEVC (ISO/IEC 23094-2) a qualquer fluxo de trabalho de entrega de vídeo existente. O V-NOVA LCEVC é uma implementação do MPEG-5 Parte 2 LCEVC, o padrão de aprimoramento independente de codec (ISO/IEC) capaz de fornecer maior qualidade com taxas de bits até 40% menores do que os codecs usados nativamente.
De acordo com o relatório de Jan Ozer, LCEVC Technology intitulado LCEVC x264 Report: Live Sports & eGames, ABR Ladder.
Em janeiro de 2022, o Fórum SBTVD aprovou uma seleção de tecnologias para o SBTVD 3.0 que incluem MPEG-5 LCEVC, V-NOVA e a submissão da Harmonic.
Em janeiro de 2022, a ISO/IEC publicou um conjunto de testes e procedimentos para verificar se os fluxos de bits e decodificadores atendem aos requisitos normativos especificados no padrão MPEG-5 LCEVC parte 2, para que os implementadores do LCEVC possam testar o funcionamento e verificar a conformidade de suas implementações.
Stefano Battista, Guido Meardi, Simone Ferrara, Lorenzo Ciccarelli, Massimo Conti e Simone Orcioni são os coautores do padrão Low Complexity Enhancement Video Coding (LCEVC).

### Cronograma atual
- Outubro de 2018: Chamada para Propostas
- Março de 2019: Avaliação das propostas recebidas e primeiro rascunho da norma
- Outubro de 2019: Emissão de cédula para rascunho do comitê
- Abril de 2020: Emissão de cédula para o Projeto de Norma Internacional
- Outubro de 2020: Conclusão do padrão final[21]
- Publicação da norma (ISO/IEC 23094–2)[22]

## Licença
O licenciamento é gratuito por decodificador ou codificador, mas o uso de camadas de aprimoramento pelo lado da emissora ou do codificador está sujeito a taxas.
LCEVC é propriedade da V-Nova e está sujeito à licença de propriedade da V-Nova. Portanto, a distribuição de qualquer subsistema pré-compilado é estritamente proibida, mesmo entre empresas do grupo.